# 馬赫拉馬森

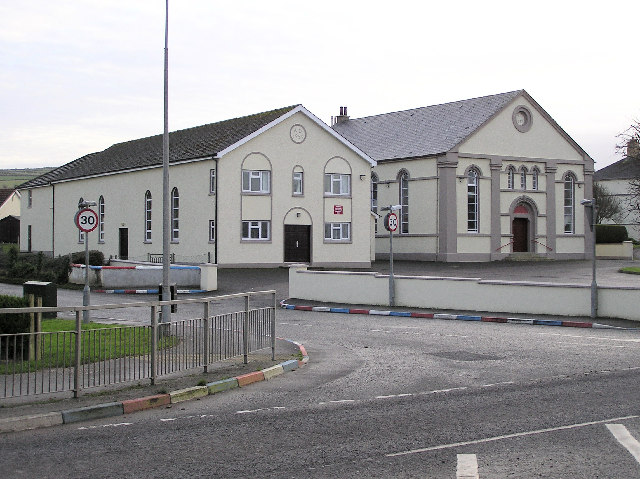
馬赫拉馬森的長老教會教堂

馬赫拉馬森（英語：Magheramason）是一個位於北愛爾蘭蒂龍郡的村落，接近與愛爾蘭邊界，距離德里為5英里（8.0），在2021年人口普查中，這村落居民為547人。這村落屬德里城和斯特拉班區議會。